# Alhama de Murcia
Alhama de Murcia es un municipio español de la Región de Murcia situado en la comarca natural del Bajo Guadalentín, a los pies de Sierra Espuña. Tiene una población de 23 578 habitantes (INE 2024).

## Geografía

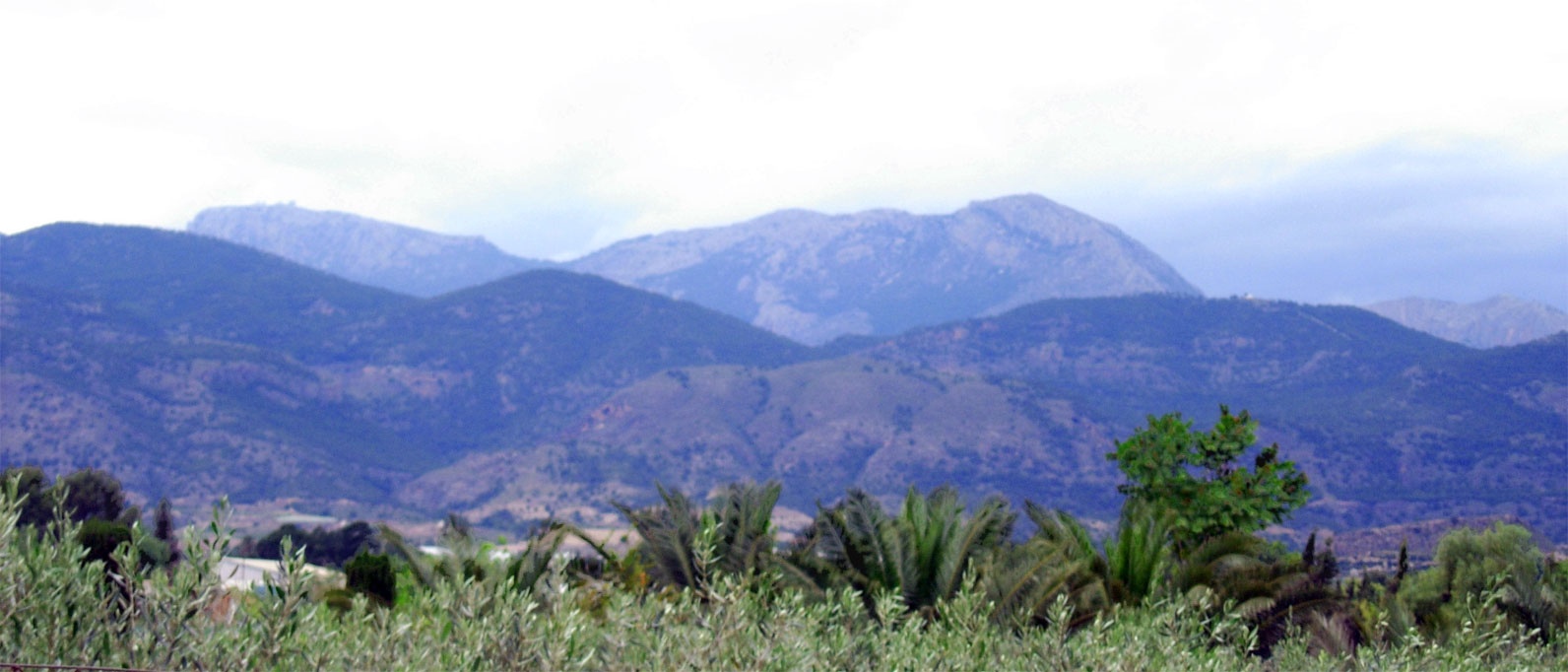
Vista de Sierra Espuña desde el fértil valle del Guadalentín

El término municipal de Alhama de Murcia ocupa una superficie de 311,55 km², casi en el centro de la Región de Murcia. Está integrado en la comarca de Bajo Guadalentín, y se sitúa a 36 km de la capital murciana. 
Se trata de un municipio con intensos cambios en el relieve. En la parte central se dispone el Valle del Guadalentín, que recorre el río de igual nombre, mientras que tanto al norte como al sur se disponen sistemas montañosos. 

Término municipal de Alhama de Murcia respecto a la Región de Murcia

Sierra Espuña ocupa el noroeste del territorio, donde se alcanzan los 1444 m (pico Morrón), incluyendo parte del Parque Regional de Sierra Espuña. Desde allí, varios barrancos vierten hacia las dos subcuencas de la zona: la del río Pliego y la del río Guadalentín. Al noreste se sitúa la sierra de La Muela, alcanzando los 633 m y en cuyas estribaciones se localiza el núcleo urbano de Alhama. Al sur se encuentra la sierra de Carrascoy, cuya máxima altitud alcanza los 1064 m (pico Carrascoy), y también define dos subcuencas, la noreste, más escarpada, que drena hacia el río Guadalentín, y la sureste, que vierte hacia el Campo de Cartagena. 
La altitud oscila por tanto entre los 1444 m (pico Morrón) en Sierra Espuña y los 145 m a orillas del Guadalentín. La ciudad se alza a 195 m sobre el nivel del mar. 
| Noroeste: Totana y Mula | Norte: Mula   | Noreste: Librilla               |
| Oeste: Totana           |               | Este: Murcia                    |
| Suroeste Totana         | Sur: Mazarrón | Sureste: Fuente Álamo de Murcia |

### Clima
El núcleo urbano Alhama está en una zona de clima mediterráneo seco, con inviernos suaves y veranos muy cálidos y secos, concentrándose las escasas lluvias en primavera y sobre todo en otoño. La temperatura media anual es, aproximadamente, de 14 °C, con mínimas invernales medias de alrededor de 6 °C y máximas estivales medias algo superiores a los 30 °C, aunque es habitual que algunos días se superan los 40 °C.
Dada la amplitud de su término municipal, las características climáticas son bien distintas si nos referimos a la zona de Sierra Espuña o a la sierra de Carrascoy, donde la mayor altitud genera tanto mayores precipitaciones medias como menores temperaturas.

### Espacios naturales protegidos
El municipio de Alhama de Murcia presenta una gran diversidad de paisajes: en la zona central destaca la gran depresión del valle del Guadalentín, sobre ella aparecen, además del río Guadalentín, diversas ramblas, algunas de las más importantes son: la rambla Celada, la rambla de Los Molinos y numerosas ramblillas que evacuan las lluvias de las sierras.

#### Sierra Espuña

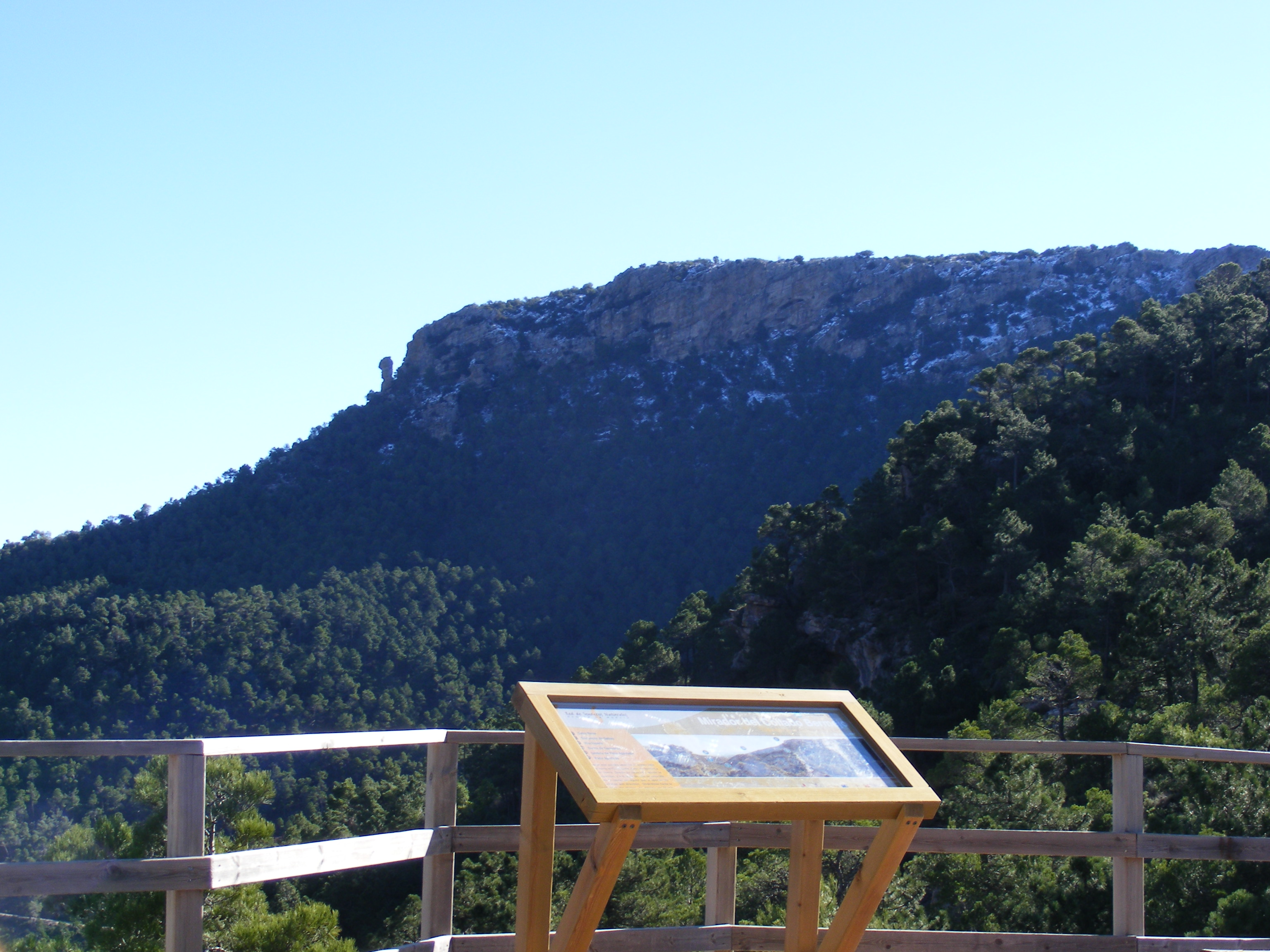
Mirador en Sierra Espuña

El parque regional de Sierra Espuña es uno de los espacios más visitados y conocidos de la Región. Entre su vegetación destacan los bosques de pinar, y matorrales como el esparto, tomillo, romero, jara, coscojas y lentiscos. En cuanto a la fauna, la riqueza de aves es tal vez lo más sobresaliente: Águila real, perdicera, halcón peregrino o búho real se reparten en los distintos ambientes naturales de la sierra.
Desde 1992, Sierra Espuña cuenta con la categoría de parque regional, la de más alta protección en la Región de Murcia.
Sierra Espuña está localizada en el centro de la Región de Murcia, entre los valles de los ríos Guadalentín y Pliego. Su extensión es de 25 000 hectáreas, de las cuales 17 804 ha son parque regional. Macizo de agreste relieve, con abundantes y profundos valles interiores y elevadas cumbres. La altitud oscila de los 200 m próximos al valle del Guadalentín, a los 1585 m s. n. m. del Morrón de Espuña.
El clima es claramente mediterráneo. Durante la temporada invernal se puede disfrutar de la nieve en la zona alta. Los trabajos de repoblación forestal de finales del siglo XIX, cuyo principal artífice fue Ricardo Codorníu y Stárico, representan uno de los mejores ejemplos de repoblación a nivel internacional. 
Además de parque regional, Sierra Espuña es Zona de Especial Protección para las Aves (ZEPA). El parque regional de Sierra Espuña ha obtenido la Q de Calidad, sello otorgado por el ICTE (Instituto de Calidad Turística Española). Distintivo que garantiza la calidad en el uso público del parque: los servicios, las instalaciones y su gestión. Actualmente son únicamente seis los espacios naturales protegidos en todo el territorio español certificados con esta marca de calidad.
El Pozo de nieve de Las Ánimas, en el término de Alhama, data de los siglos XVII y XVIII, y se utilizaba como almacén temporal de nieve. Esta actividad del llenado de los Pozos de la Nieve y la venta del hielo obtenido generaron durante trescientos años una de las actividades económicas más importantes de Sierra Espuña.

#### Sierra de Carrascoy
En el sureste del término municipal se eleva Carrascoy, otro conjunto de contrastes, una elevación vertiginosa desde los 100 metros en el valle del Guadalentín hasta los 1066 metros de su cumbre en un corto recorrido. Una muralla natural con una pared norte húmeda y densa vegetación; y una ladera sur más seca y con menos cubierta vegetal. La parte baja, hasta los 250 o 300 metros está ocupada por cultivos. A partir de esta altura aparecen formaciones de matorral y arbolado, acompañadas de poblaciones faunísticas características de esta zona y muy parecidas a Sierra Espuña. En esta sierra encontramos uno de los mejores carrascales de la Región de Murcia. Su superficie supera las 16 700 ha.
Se le considera una de las mejores atalayas de la Región de Murcia, y se encuentra integrada dentro del parque regional denominado Carrascoy y El Valle. Es Lugar de Importancia Comunitaria (LIC) desde julio de 2000 por sus carrascales, sus comunidades vegetales de roquedos y yesos, también por sus numerosos endemismos.

#### Sierra de la Muela

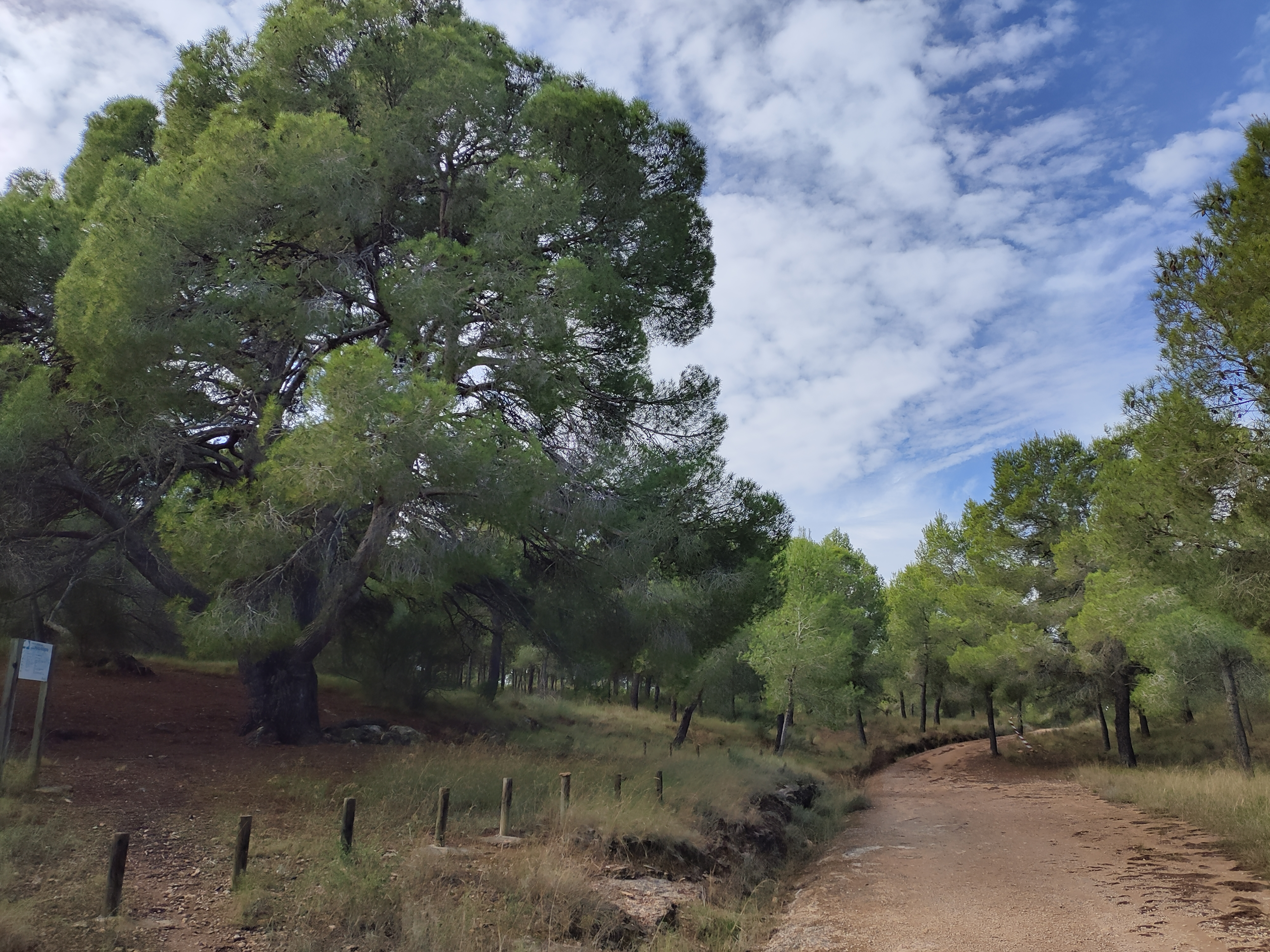
El llamado Pino Gordo de la sierra de la Muela

Es una plataforma de areniscas de unas 1600 ha de superficie, ubicada al norte del casco urbano de Alhama. La umbría es de pendientes suaves; la solana, mucho más abrupta llega a formar pequeños escarpados. En 1992 el Plan de Ordenación Urbana la declaró espacio natural protegido. La Muela ofrece interesantes restos de vida agrícola y ganadera que, en épocas aún no muy lejanas se desarrolló con intensidad. En la actualidad, el uso básico que se le da a la sierra de la Muela es básicamente forestal, presentando un creciente desarrollo el aprovechamiento recreativo, deportivo y educativo. Caza, senderismo, bicicleta de montaña, parapente e itinerarios educativos son algunas de las actividades más desarrolladas en esta sierra. Se recomienda la visita al Mirador de la Muela, desde donde las vistas sobre Alhama de Murcia son magníficas. Es el lugar ideal para hacer parapente y ala delta.

#### Barrancos de Gebas

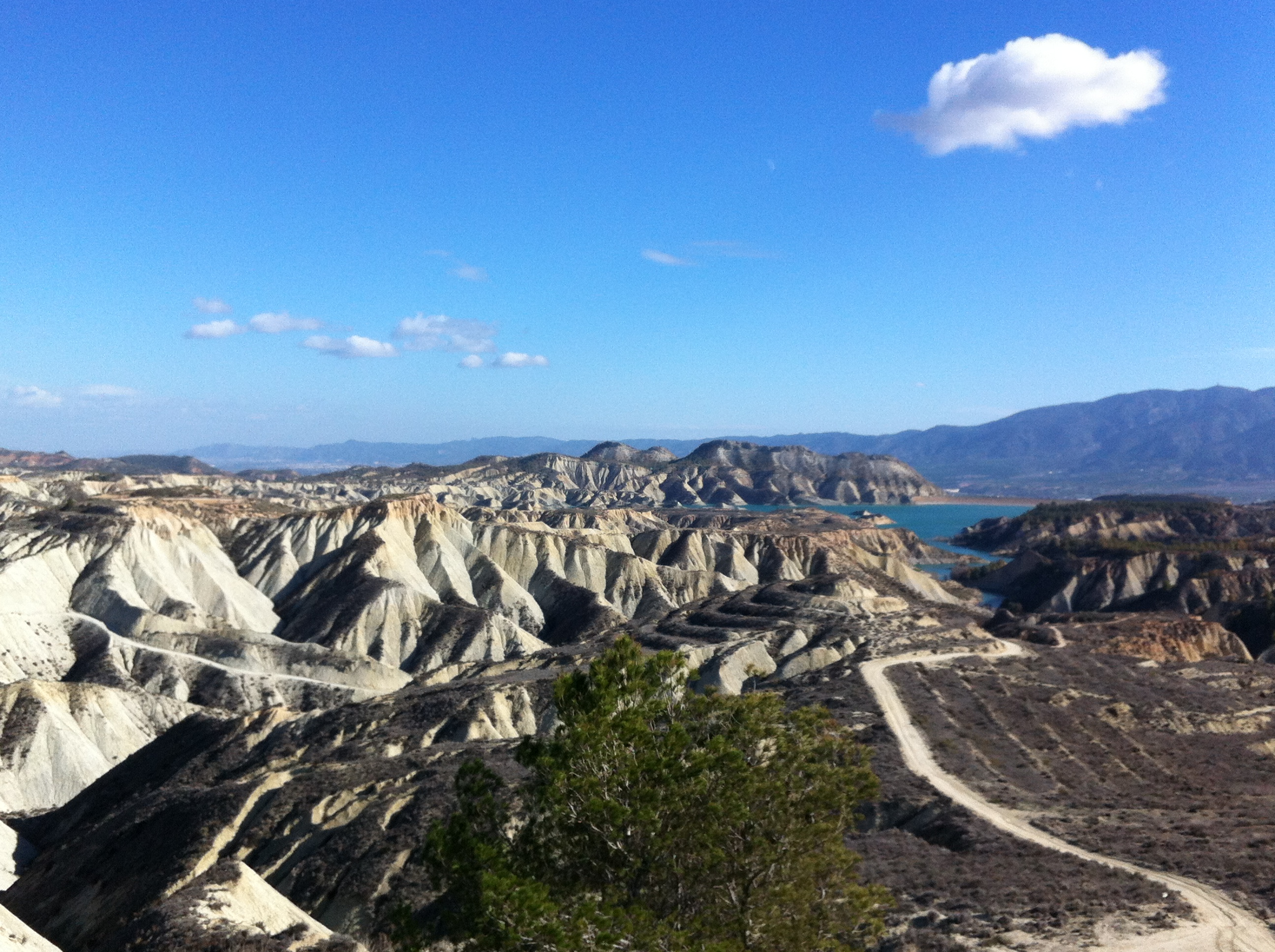
Vista de los Barrancos de Gebas

Su nombre se lo da el caserío de Gebas ubicado en la zona norte del término municipal de Alhama. Es un espacio de más de 2000 ha encajadas entre tres sierras: Sierra Espuña, La Muela y El Cura. Lo que más caracteriza este lugar es su paisaje de cárcavas, barranquizos y cañones, desprovisto de cubierta vegetal arbórea que se conoce popularmente como «paisaje lunar». En abril de 1995 casi 1900 ha fueron declaradas paisaje protegido. Son de interés sus procesos erosivos, sus formas geológicas, sus paisajes y sus comunidades vegetales sobre yesos. Se recomienda la visita al mirador de los Barrancos de Gebas, desde el que se observa el abrupto complejo geomorfológico que forman los espectaculares barrancos.

#### Saladares de Guadalentín
En las proximidades del río Guadalentín, una superficie de 2600 ha de amplios olivares adehesados, plantaciones de cereales, barbechos y, sobre todo, extensos saladares, conforman otro importante ecosistema, el estepario. Su componente vegetal incluye especies como el almarjo y la sosa jabonera, que fueron hasta no hace muchos años plantas muy utilizadas en la fabricación de jabón y vidrio. La importancia de estos saladares reside también en sus peculiares comunidades faunísticas, sobre todo de aves, con la ortega, el sisón y el aguilucho cenizo en primer término. Su superficie es de 2600 ha.

## Historia

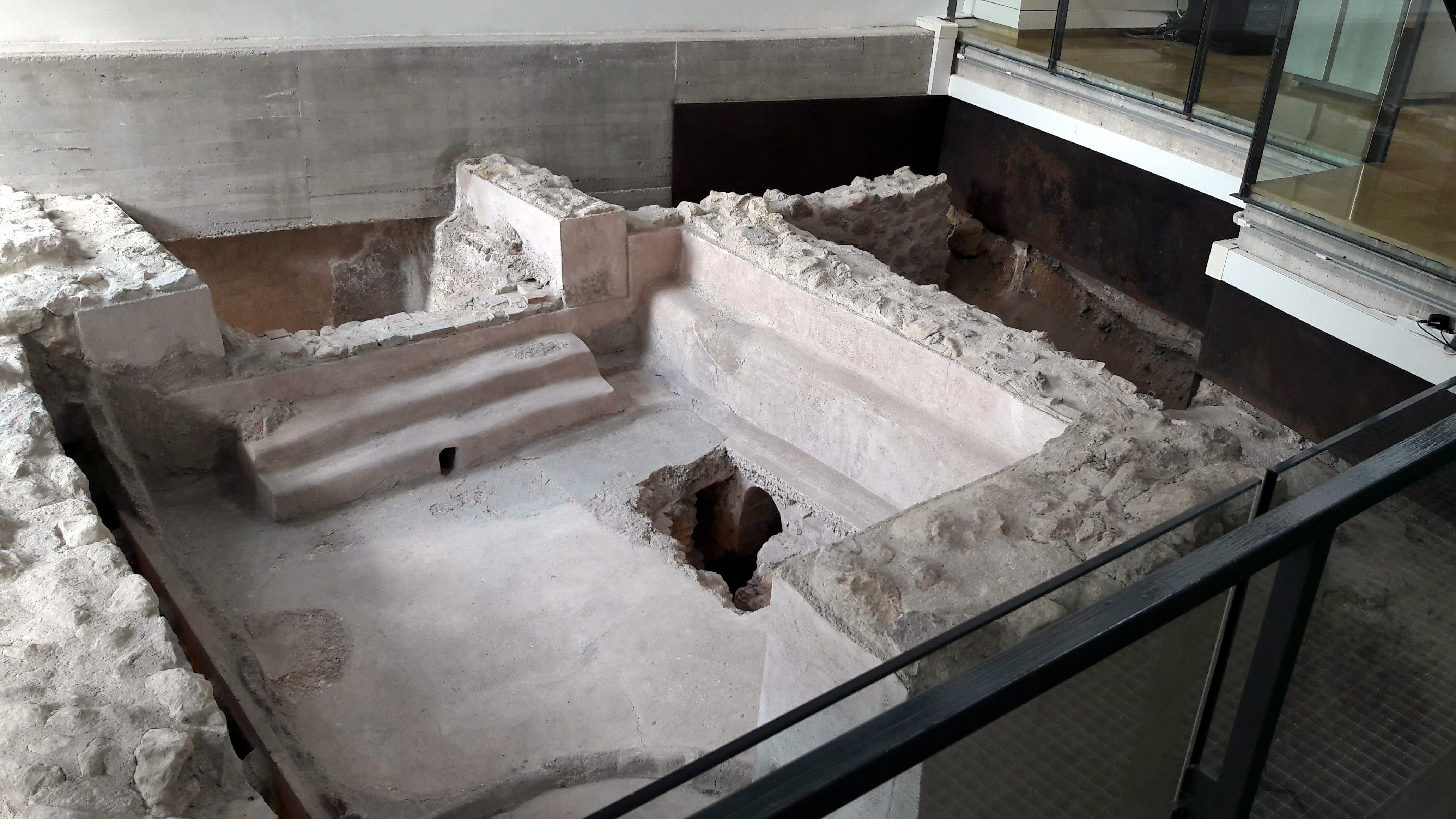
Restos arqueológicos de los baños termales de Alhama en el Museo Arqueológico Los Baños

La historia de Alhama de Murcia se vincula estrechamente con los afloramientos de aguas termales. La presencia de estas surgencias junto los recursos naturales que ofrece el fértil valle del Guadalentín propiciaron la existencia de actividad humana desde el periodo eneolítico, en el año 3000 a. C.
A pesar de que Alhama comienza a escribir su historia desde tiempos prehistóricos, no será hasta el siglo I cuando comience a poblarse el emplazamiento actual con las termas, en época romana. Sin embargo, será en época islámica cuando se produzca un aumento de la población, así como un desarrollo de la localidad. De hecho, el término Alhama vendría del árabe Al- hamma, que significa 'el baño termal', recurso natural que será citado en varios escritos por cronistas de la época. Por tanto, romanos y musulmanes aprovecharán la situación estratégica del cerro de Alhama como defensa, las tierras fértiles del valle como lugar de producción, así como las referidas aguas termales.

Castillo de Alhama de Murcia

En 1165 ocurrió en sus proximidades la batalla de Fahs al-Yallab entre las tropas del Imperio almohade, dirigidas por los sayyid Abu Hafs Umar y Abu Saíd Uthmán, y las del rey Muhámmad Ibn Mardanis de la taifa de Murcia, en el contexto de la conquista almohade de la península.
En el siglo XIII, los musulmanes pactaron con los castellanos el tratado de Alcaraz (1243), convirtiendo la taifa de Murcia en un protectorado. Sin embargo, la posterior revuelta mudéjar de 1264-1266 trajo consigo la definitiva conquista de Murcia (1265-1266) por parte de Jaime I de Aragón, tras la cual su yerno, Alfonso X el Sabio, otorgó la villa de Alhama (castillo y términos) al caballero Rodrigo de Villamayor, aunque se reservó el señorío para la corona.
Durante la ocupación aragonesa del reino de Murcia, el rey Jaime II de Aragón consiguió tomar el castillo de Alhama en 1298. Posteriormente, la Sentencia Arbitral de Torrellas (1304) devolvió Alhama y la mayor parte del reino de Murcia a la Corona castellana.
En 1370 aparece en Alhama la familia Fajardo, vinculada a la Orden de Santiago y futuros Adelantados del Reino de Murcia, cuya impronta marcará la localidad durante años. El rey Juan I de Castilla entregó la villa a Alonso Yáñez Fajardo en 1387, recompensándole por sus servicios en la guerra contra Portugal y en la frontera de Granada. 

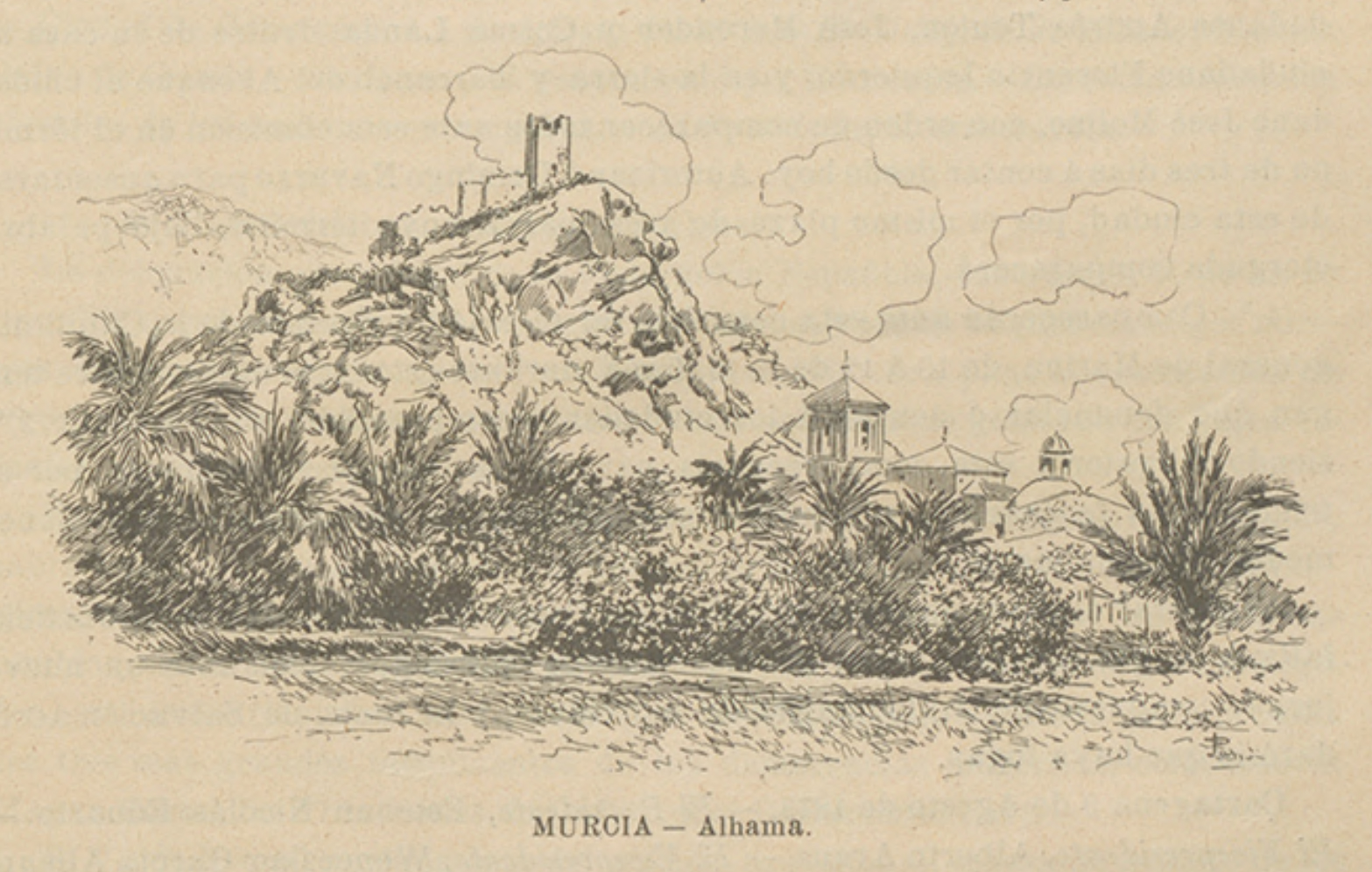
Alhama de Murcia en Historia de España en el

En el siglo XVI la población intentó deshacerse del señorío de la familia Fajardo (que ya entonces contaba con el título de Marqués de los Vélez). Uno de los vecinos, Pascual Rubio, se querelló contra Luis Fajardo de la Cueva. Disputa que se resolvió a favor de la villa. En este siglo la localidad vivió un auge poblacional tras el fin de la frontera de Granada.
En el siglo XVIII, los alhameños estuvieron al lado de la Dinastía Borbón en la guerra de sucesión española y ayudaron en la defensa de Cartagena, amenazada por la armada inglesa y neerlandesa.
En el siglo XIX, más concretamente en 1873, la localidad se sumó al Cantón Murciano proclamado el 12 de julio de aquel año en Cartagena en el marco de la sublevación cantonal, constituyendo su respectiva Junta Revolucionaria. Años después, en 1885, el ferrocarril llegó a Alhama gracias a la inauguración de la línea Alcantarilla-Lorca, del que sería el Ferrocarril Murcia-Granada.
Hasta la reforma de la nomenclatura municipal de 1916 el municipio se llamaba simplemente Alhama. En dicha fecha su nombre fue modificado por el de Alhama de Murcia.

## Demografía
Alhama cuenta con una población de 23 578 habitantes (INE 2024).
| Gráfica de evolución demográfica de Alhama de Murcia entre 1842 y 2021 |
| |
| Población de derecho según los censos de población del INE Población de hecho según los censos de población del INEEn estos censos se denominaba Alhama: 1842, 1857, 1860, 1877, 1887, 1897, 1900 y 1910 |

La historia demográfica de Alhama está llena de altibajos, con etapas de fuerte crecimiento y algunos periodos de retroceso.
En el primer tercio del siglo XVI el incremento del comercio y el desarrollo del espacio agrario propiciaron un aumento de la población; de 96 vecinos cabezas de familia en 1530 a 241 vecinos en 1591.
En el siglo XVII la situación cambia, las sequías repercuten en las cosechas, y se produce una desaceleración en el ritmo del crecimiento de la población, además las epidemias de peste azotan el municipio en 1648, y se abre por tanto un periodo catastrófico en la historia de la población alhameña.
En el siglo XVIII se inicia una recuperación económica, son los años de las exportaciones masivas de productos agrícolas como la seda o el esparto, y en consecuencia, Alhama crece en población; de 1244 habitantes en 1717, a 4028 en 1797.
El primer censo que demuestra el crecimiento demográfico es el de Aranda, en 1769. Sin embargo, el censo más fiable es el de Floridablanca, en 1787. El primero se refiere a la población parroquial, mientras que el segundo cuenta con todos los habitantes del municipio.
Entre 1797 y 1877 la población alhameña aumentó, llegando a los 6500 habitantes. 
En el siglo XX se sintió un rápido crecimiento demográfico. En la actualidad, Alhama cuenta con más de 20.000 habitantes, y se espera que la población continúe aumentando en los próximos años.
| Entidad de población   | Población (2021) |
| ---------------------- | ---------------- |
| Alhama (municipio)     | 22 240           |
| Alhama (núcleo urbano) | 19 146           |
| El Berro               | 146              |
| Las Cañadas            | 1121             |
| El Cañarico            | 144              |
| La Costera             | 331              |
| Espuña                 | 634              |
| Las Flotas             | 30               |
| Gebas                  | 28               |
| El Ral                 | 504              |
| Las Ramblillas         | 156              |

## Economía
La economía de esta villa está principalmente basada en la agricultura y la industria. 

### Agricultura y ganadería
La superficie de cultivo de regadío es aproximadamente de 6508 hectáreas y 9478 de secano, que se dedican en su mayoría al cultivo de cítricos (naranjas, limones y pomelo), almendros, olivos, pimiento. Tiene también una gran importancia el viñedo, en su modalidad de uva de mesa.
La ganadería, porcina, ovino y caprino, ha alcanzado un importante incremento, sobre todo la primera de ellas, que ha dado lugar al auge de la industria derivada del cerdo en la localidad.

### Industria

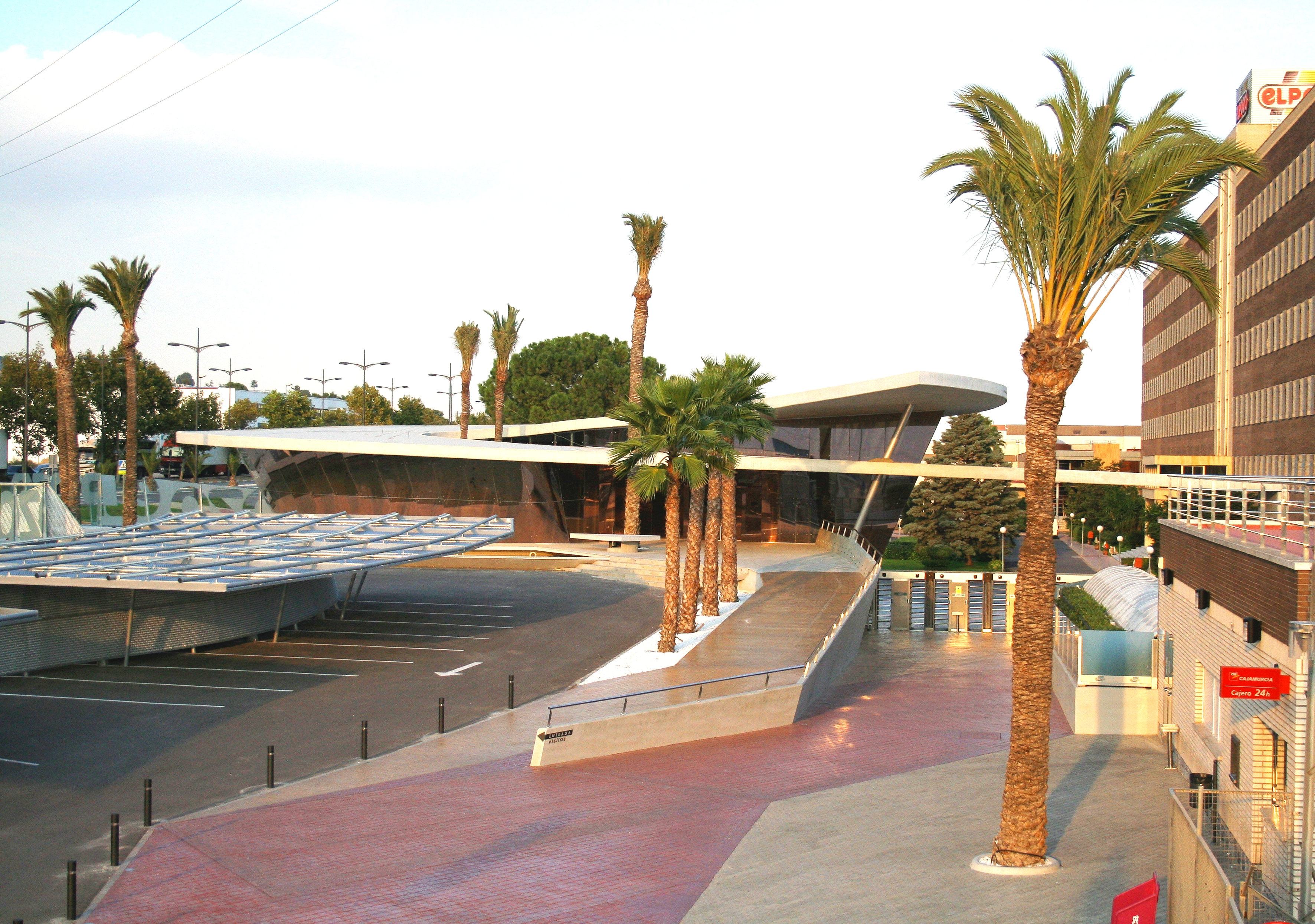
Fábrica de ElPozo en Alhama de Murcia

La mayor industria de la población es Industrias Cárnicas ElPozo, dedicada principalmente a la elaboración de derivados del cerdo, aunque en los últimos años se ha expandido a otras áreas.
El polígono industrial Las Salinas, situado junto a la autovía del Mediterráneo, alberga diferentes fábricas dedicadas a la industria del calzado, cerámica, vigas y bovedillas, confección, metalúrgicas, farmacéuticas, hortofrutícola, etc. En él también se encuentra la sede de la empresa de comercio electrónico PcComponentes.

## Servicios
Los recursos turísticos de la población están encabezados por Sierra Espuña, parque natural de Interés Nacional desde 1978; ya que el turismo rural también se presenta como fuente de ingresos debido a las posibilidades que ofrece para practicar deportes al aire libre.

### Transporte
El término municipal de Alhama de Murcia está atravesado por la Autovía del Mediterráneo (A-7), que forma parte de la ruta europea E-15, por la carretera N-340a, alternativa convencional a la anterior, por las autovías autonómicas RM-2 (Alhama de Murcia-Cartagena) y RM-23 (une la RM-2 con la RM-3 como prolongación de la carretera RM-603, la antigua carretera de Murcia a Mazarrón), y por la carretera autonómica RM-515, que se dirige hacia Mula. 

#### Autobús
Prestan servicio las siguientes líneas interurbanas:
| Línea     | Recorrido                                         | Operador |
| --------- | ------------------------------------------------- | -------- |
| 41        | Cartagena - Fuente Álamo de Murcia - Lorca        | TUCARSA  |
| MUR-043-1 | Lorca - Murcia                                    | Interbus |
| MUR-043-2 | Alhama de Murcia - Hospital Virgen de la Arrixaca | Interbus |
| MUR-087   | Lorca - Totana - Alhama - Mazarrón                | Martínez |

También prestan servicio las siguientes líneas de autobús de largo recorrido:
| Línea   | Recorrido                                 | Operador |
| ------- | ----------------------------------------- | -------- |
| VAC-025 | Murcia - Sevilla por Granada con hijuelas | ALSA     |
| VAC-229 | Murcia - Almería                          | ALSA     |

#### Tren
Dispone de una estación de ferrocarril, integrada en la red de cercanías Murcia/Alicante, Línea C-2. Tiene servicios diarios a Totana-Lorca-Puerto Lumbreras-Pulpí-Águilas y a Librilla-Alcantarilla-Murcia. También tiene parada en la estación el Talgo Lorca-Barcelona-Montpellier.

#### Avión
El aeropuerto más cercano a la localidad es el Aeropuerto Internacional de la Región de Murcia situado a 48,2 km. 

## Símbolos
El escudo de Alhama de Murcia es cortado. El primero, de azur, castillo, de oro, acompañado de espada a la diestra y de león a la siniestra, ambos de oro. El segundo, de azur, casa fuerte, desmochada, de oro. Al timbre, corona marquesal. 
Las alusiones al castillo junto con la espada y el león, son elementos que hacen referencia a su emplazamiento como fortificación musulmana y posteriormente cristiana, en el periodo medieval. En la mitad inferior se representan dos salas abovedadas de los baños de Alhama, con las dos puertas y escaleras de acceso, siendo junto con el castillo el edificio más representativo de Alhama. La corona marquesal, se introduce en los informes del expediente de rehabilitación del escudo heráldico de los años sesenta, en referencia al marquesado de los Vélez que ostentaba el señorío de la villa desde el siglo XIV, y sustituyendo al penacho de hidalgo que coronaba el antiguo escudo.
Existen antiguas referencias al escudo del siglo XVII, de Espinalt en el siglo XVIII y es citado en la descripción por Pascual Madoz en 1846, haciendo referencia a ese «escudo grabado en piedra berroqueña», en la fachada de la casa consistorial, convertida hoy en el centro cultural Plaza Vieja.

## Administración y política

### Gobierno municipal
| Periodo   | Nombre                         | Partido | Partido                                               |
| --------- | ------------------------------ | ------- | ----------------------------------------------------- |
| 1979-1987 | José Ruíz Campillo             |         | Partido Socialista de la Región de Murcia (PSRM-PSOE) |
| 1987-1999 | Diego José Martínez Cerón      |         | Partido Socialista de la Región de Murcia (PSRM-PSOE) |
| 1999-2003 | Jesús Caballero López          |         | Partido Popular (PP)                                  |
| 2003-2009 | Juan Romero Cánovas            |         | Partido Popular (PP)                                  |
| 2009-2011 | José Espadas López             |         | Partido Socialista de la Región de Murcia (PSRM-PSOE) |
| 2011-2015 | Alfonso Fernando Cerón Morales |         | Partido Popular (PP)                                  |
| 2015-2018 | Diego Conesa                   |         | Partido Socialista de la Región de Murcia (PSRM-PSOE) |
| 2018-2023 | Mariola Guevara                |         | Partido Socialista de la Región de Murcia (PSRM-PSOE) |
| 2023-2025 | María Cánovas                  |         | Partido Popular (PP)                                  |
| 2025-act. | Rosa Sánchez Bishop            |         | Partido Socialista de la Región de Murcia (PSRM-PSOE) |

En las elecciones de 2023 se presentaron María Cánovas por el PP, Mariola Guevara por el PSOE, Antonio García Martínez por IU, José García Romero por Vox, Toni Sibina por ALHAMA@UNA y Salvador Benedicto Pérez por Podemos.
Con los resultados de 2023, fue investida alcaldesa María Cánovas del PP, tras formar coalición de gobierno con los grupos municipales de Vox y Alhama@Una.
Tras una crisis de gobierno por desavenencias entre la alcaldesa y el concejal de Alhama@Una, la alcaldesa decidió unilateralmente cesar a dicho concejal, quedando en minoría.
A la vista de los acontecimientos y la ruptura de relación y confianza de Alhama@Una con la alcaldesa, se registró una moción de censura pactada en diciembre de 2024 por la oposición (PSRM-PSOE e IUV-RM) con el concejal de Alhama@Una, junto a una batería de compromisos en todas las áreas municipales entre 2025-2027 y un ahorro del gasto municipal cifrado en casi 45 000 €/año.
Dicha moción de censura fue debatida y aprobada con éxito el 8 de enero de 2025 con los apoyos de los 11 concejales firmantes frente a los 10 concejales de PP y Vox. Así pues, fue investida como nueva alcaldesa Rosa Sánchez Bishop (26 años), del PSRM-PSOE, recuperando la alcaldía para su partido y poniendo fin a año y medio de gobierno del PP.
El equipo de gobierno quedó conformado por los 8 concejales del PSRM-PSOE, los 2 concejales de IU-V y el concejal de Alhama@Una.
En las elecciones de 2019 se presentaron Mariola Guevara por el PSOE, Luís Antonio Franco Romero por el PP, Isabel Cava Pagán por Ciudadanos, María Carolina Martínez Fuertes por Vox, Juan Romero García por IU, Javier Sánchez Única por Podemos y Miriam Díaz Jiménez por Somos Región. En 2019, la socialista Mariola Guevara revalidó mandato ganando por mayoría absoluta. 
En las elecciones de 2015 se presentaron Diego Conesa por el PSOE, Alfonso Fernando Cerón Morales por el PP, Juan Romero García por IU y Juan Cerón Martínez por Ciudadanos. Así, en 2015, fue proclamado alcalde de la localidad Diego Conesa al tener el grupo socialista mayoría simple. En 2018 presentó su dimisión como alcalde ya que el cargo era incompatible con el de delegado del Gobierno en la Región de Murcia, siendo sustituido por Mariola Guevara.
En las elecciones de 2011 se presentaron Alfonso Fernando Cerón Morales por el PP, José Espadas López por el PSOE, Ángel Cánovas Herrera por CCD y Juan Romero García por IU. El alcalde elegido fue Alfonso Fernando Cerón Morales del PP gobernando junto a CCD por lo que los concejales de la formación obtuvieron concejalías como la de hacienda, deportes...
En las elecciones de 2007 se presentaron Juan Romero Cánovas por el PP, José Espadas López por el PSOE, Ángel Cánovas Herrera por UDERM, Juan Romero García por IU, Sebastian Moreno Martínez por CDL y Teresa Rodríguez por UCL. La legislatura fue algo diferente ya que hubo un pacto de gobierno entre los populares del municipio y el grupo socialista por lo que los dos primeros años el alcalde fue Juan Romero Cánovas y los dos restantes José Espadas López alternándose la concejalía de urbanismo también.
En las elecciones de 2003 se presentaron Juan Romero Cánovas por el PP, Diego José Martínez Cerón por el PSOE y José Díaz Caja por IU. Resultó elegido como alcalde Juan Romero Cánovas.
En las elecciones de 1999 se presentaron Jesús Caballero López por el PP, Diego José Martínez Cerón por el PSOE y José Díaz Caja por IU. Resultó elegido como alcalde Jesús Caballero López (PP).
En las elecciones de 1995 se presentaron Diego José Martínez Cerón por el PSOE, Jesús Caballero López por el PP y José Díaz Caja por IU. Gobernó el PSRM alhameño en minoría siendo regidor del municipio Diego.J Martínez Cerón.
En 1991 fue elegido como alcalde Diego José Martínez Cerón.
En 1987 fue elegido por primera vez regidor de la localidad Diego José Martínez Cerón que fuera concejal de deportes en la legislatura anterior.
En 1983 es elegido por segunda vez, con mayoría absoluta José Ruiz Campillo.
En 1979 es elegido por primera vez alcalde de la villa José Ruíz Campillo, convirtiéndose en el primer alcalde de la democracia en Alhama de Murcia.
| Partido político                                                       | 2023  | 2023  | 2023       | 2019  | 2019  | 2019       | 2015  | 2015  | 2015       | 2011  | 2011  | 2011       | 2007  | 2007  | 2007       | 2003  | 2003  | 2003       | 1999  | 1999  | 1999       | 1995  | 1995  | 1995       | 1991  | 1991  | 1991       | 1987  | 1987  | 1987       | 1983  | 1983  | 1983       | 1979  | 1979  | 1979       |
| Partido político                                                       | %     | Votos | Concejales | %     | Votos | Concejales | %     | Votos | Concejales | %     | Votos | Concejales | %     | Votos | Concejales | %     | Votos | Concejales | %     | Votos | Concejales | %     | Votos | Concejales | %     | Votos | Concejales | %     | Votos | Concejales | %     | Votos | Concejales | %     | Votos | Concejales |
| Partido Popular (PP)-Alianza Popular (AP)                              | 37,90 | 3793  | 8          | 22,74 | 2136  | 5          | 32,76 | 2970  | 7          | 38,40 | 3580  | 9          | 33,38 | 3091  | 6          | 49,87 | 4658  | 9          | 39,93 | 3548  | 7          | 35,31 | 3188  | 6          | 25,17 | 1942  | 4          | 16,30 | 1225  | 3          | 35,27 | 2571  | 6          | –     | –     | –          |
| Partido Socialista de la Región de Murcia (PSRM-PSOE)                  | 34,7  | 3473  | 8          | 43,12 | 4050  | 11         | 38,08 | 3453  | 9          | 27,09 | 2525  | 6          | 26,09 | 2416  | 5          | 37,31 | 3485  | 6          | 33,74 | 2998  | 6          | 38,68 | 3492  | 7          | 47,83 | 3691  | 9          | 48,21 | 3623  | 8          | 58,50 | 4264  | 10         | 35,97 | 2198  | 6          |
| Izquierda Unida (IU)-Partido Comunista de España (PCE)                 | 10,18 | 1019  | 2          | 6,88  | 647   | 1          | 16,34 | 1482  | 3          | 15,50 | 1445  | 3          | 12,00 | 1111  | 2          | 11,22 | 1048  | 2          | 13,93 | 1238  | 2          | 15,38 | 1389  | 3          | 17,08 | 1318  | 3          | 11,46 | 861   | 2          | 6,23  | 454   | 1          | 17,89 | 1093  | 3          |
| Vox                                                                    | 8,81  | 882   | 2          | 9,84  | 925   | 2          | –     | –     | –          | –     | –     | –          | –     | –     | –          | –     | –     | –          | –     | –     | –          | –     | –     | –          | –     | –     | –          | –     | –     | –          | –     | –     | –          | –     | –     | –          |
| Alham@Una                                                              | 6,58  | 659   | 1          | –     | –     | –          | –     | –     | –          | –     | –     | –          | –     | –     | –          | –     | –     | –          | –     | –     | –          | –     | –     | –          | –     | –     | –          | –     | –     | –          | –     | –     | –          | –     | –     | –          |
| Ciudadanos (CS)                                                        | –     | –     | –          | 10,84 | 1019  | 2          | 11,01 | 998   | 2          | –     | –     | –          | –     | –     | –          | –     | –     | –          | –     | –     | –          | –     | –     | –          | –     | –     | –          | –     | –     | –          | –     | –     | –          | –     | –     | –          |
| Coalición de Centro Democrático (CCD)-Centro Democrático Liberal (CDL) | –     | –     | –          | –     | –     | –          | –     | –     | –          | 16,21 | 1511  | 3          | 7,34  | 680   | 1          | –     | –     | –          | –     | –     | –          | –     | –     | –          | –     | –     | –          | –     | –     | –          | –     | –     | –          | –     | –     | –          |
| Unión Democrática de la Región de Murcia (UDeRM)                       | –     | –     | –          | –     | –     | –          | –     | –     | –          | –     | –     | –          | 17,54 | 1624  | 3          | –     | –     | –          | –     | –     | –          | –     | –     | –          | –     | –     | –          | –     | –     | –          | –     | –     | –          | –     | –     | –          |
| Partido Demócrata Español (PADE)                                       | —     | —     | —          | —     | —     | —          | —     | —     | —          | —     | —     | —          | —     | —     | —          | —     | —     | —          | 10,14 | 901   | 2          | —     | —     | —          | —     | —     | —          | —     | —     | —          | —     | —     | —          | —     | —     | —          |
| Plataforma de los Independientes de España (PIE)                       | —     | —     | —          | —     | —     | —          | —     | —     | —          | —     | —     | —          | —     | —     | —          | —     | —     | —          | —     | —     | —          | 9,31  | 841   | 1          | —     | —     | —          | —     | —     | —          | —     | —     | —          | —     | —     | —          |
| Centro Democrático y Social (CDS)-Unión de Centro Democrático (UCD)    | –     | –     | –          | –     | –     | –          | –     | –     | –          | –     | –     | –          | –     | –     | –          | –     | –     | –          | –     | –     | –          | –     | –     | –          | 9,03  | 697   | 1          | 23,07 | 1734  | 4          | –     | –     | –          | 17,62 | 1077  | 3          |
| Independientes                                                         | –     | –     | –          | –     | –     | –          | –     | –     | –          | –     | –     | –          | –     | –     | –          | –     | –     | –          | –     | –     | –          | –     | –     | –          | –     | –     | –          | –     | –     | –          | –     | –     | –          | 28,52 | 1743  | 5          |

### Organización territorial
Alhama de Murcia cuenta con cinco pedanías, diferenciadas en altas; El Berro y Gebas; y bajas; La Costera, Las Cañadas y El Cañarico.
- El Berro: Situada en el corazón de Sierra Espuña, a 14 km de Alhama y a unos 600 metros de altitud. Posee una hospedería rural y un camping con piscina, parcelas para acampar y casas de madera, acrecentando el turismo sobre todo en verano. Además los turistas podrán disfrutar de diversos establecimientos para degustar la gastronomía murciana. Por la calle mayor se llega a la iglesia parroquial de Nuestra Señora de los Dolores, bendecida en 1868, que se alza junto al cerro de la Molata. Las fiestas patronales en honor a la Virgen de los Dolores, se celebran en el mes de agosto, donde todo el pueblo sale a la calle. Además, es la única pedanía de Alhama que celebra sus propias procesiones en Semana Santa. En ella se encuentran las ruinas del antiguo Sanatorio de Tuberculosos de Sierra Espuña.

- Gebas se encuentra situada a 9 km de Alhama. Pedanía poco poblada pero muy activa en cuanto a turismo rural. Destaca principalmente por el Paisaje Protegido de los Barrancos de Gebas, las características del terreno y los procesos erosivos del agua han configurado un paisaje atrayente para el visitante.

- El Cañarico: Se encuentra a unos 22 km de Alhama. Sus fiestas comienzan en julio. No muy lejos se encuentra la sierra de Carrascoy.

- Las Cañadas: Se encuentra a 10 km de Alhama, lindando con Fuente Álamo de Murcia. Se distribuye en cuatro núcleos: Venta Aledo, La Molata, Casas del Aljibe y Los Muñoces. Celebran sus fiestas en abril en honor a la Virgen de la Cabeza, llevándola en procesión por la calle principal acompañados de la banda municipal de música de Alhama.

- La Costera: Se encuentra a unos 10 km de Alhama. Sus fiestas comienzan el junio (verano). Se encuentra en la falda de la sierra de Carrascoy. En la Costera también podemos encontrar Las Cávilas, que se sitúa justamente en Carrascoy.

## Patrimonio

### Castillo de Alhama de Murcia

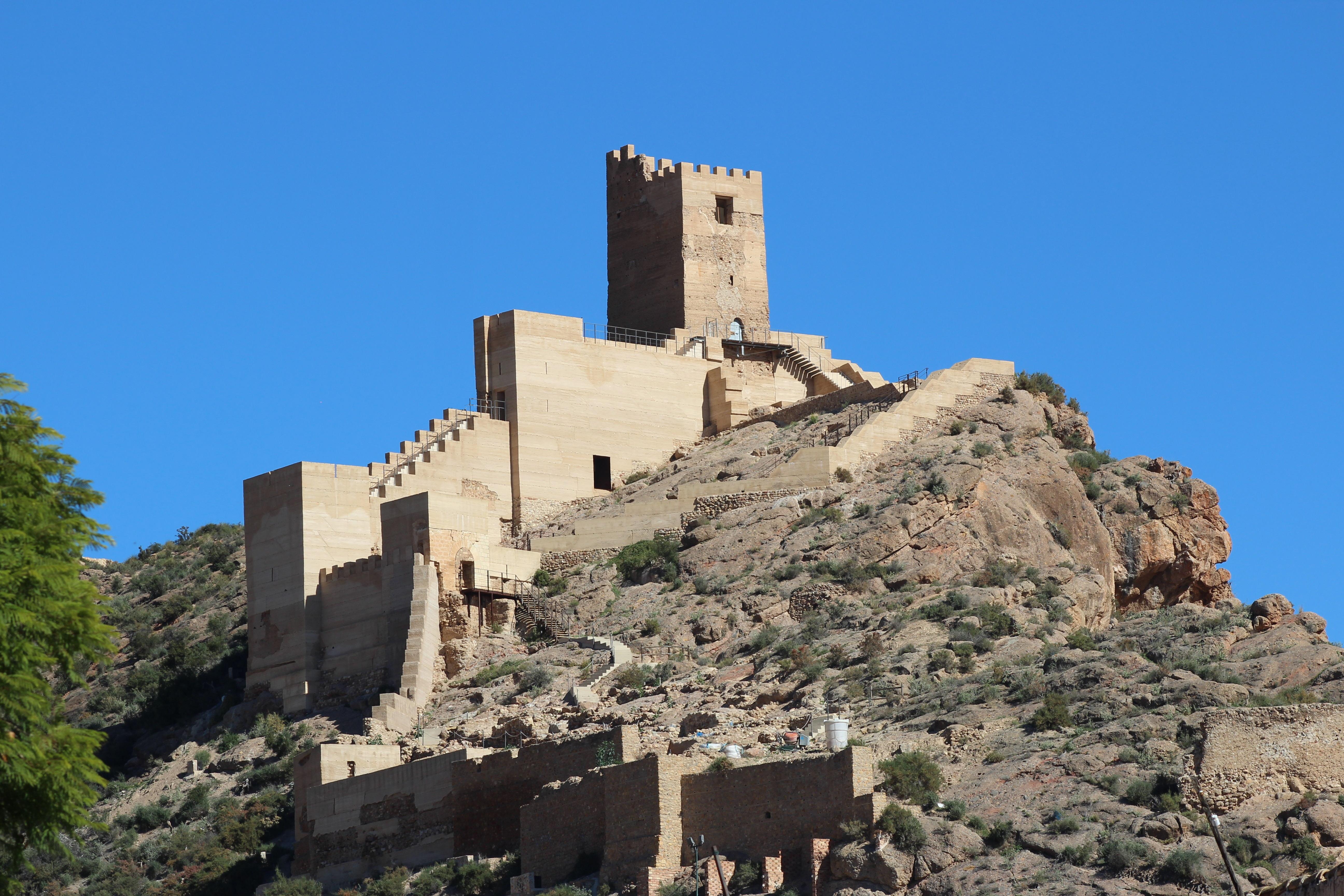
Castillo de origen musulmán

El castillo de Alhama es una fortaleza de origen islámico, de los siglos XI y XII. El castillo se encuentra sobre un escarpado cerro que domina la localidad, a 285 metros de altitud. Este lugar reunía unas condiciones favorables para controlar el Valle del Guadalentín. Además, los musulmanes supieron aprovechar los recursos naturales de la zona, como los nacimientos de agua, instalándose en esta localidad hasta su expulsión.
El castillo formó parte de las fortificaciones de frontera tras la conquista cristiana debido a la condición de triple frontera del reino de Murcia (al oeste con el reino nazarí de Granada, al este con la corona de Aragón, y al sur con un Mediterráneo atestado de corsarios de berbería).

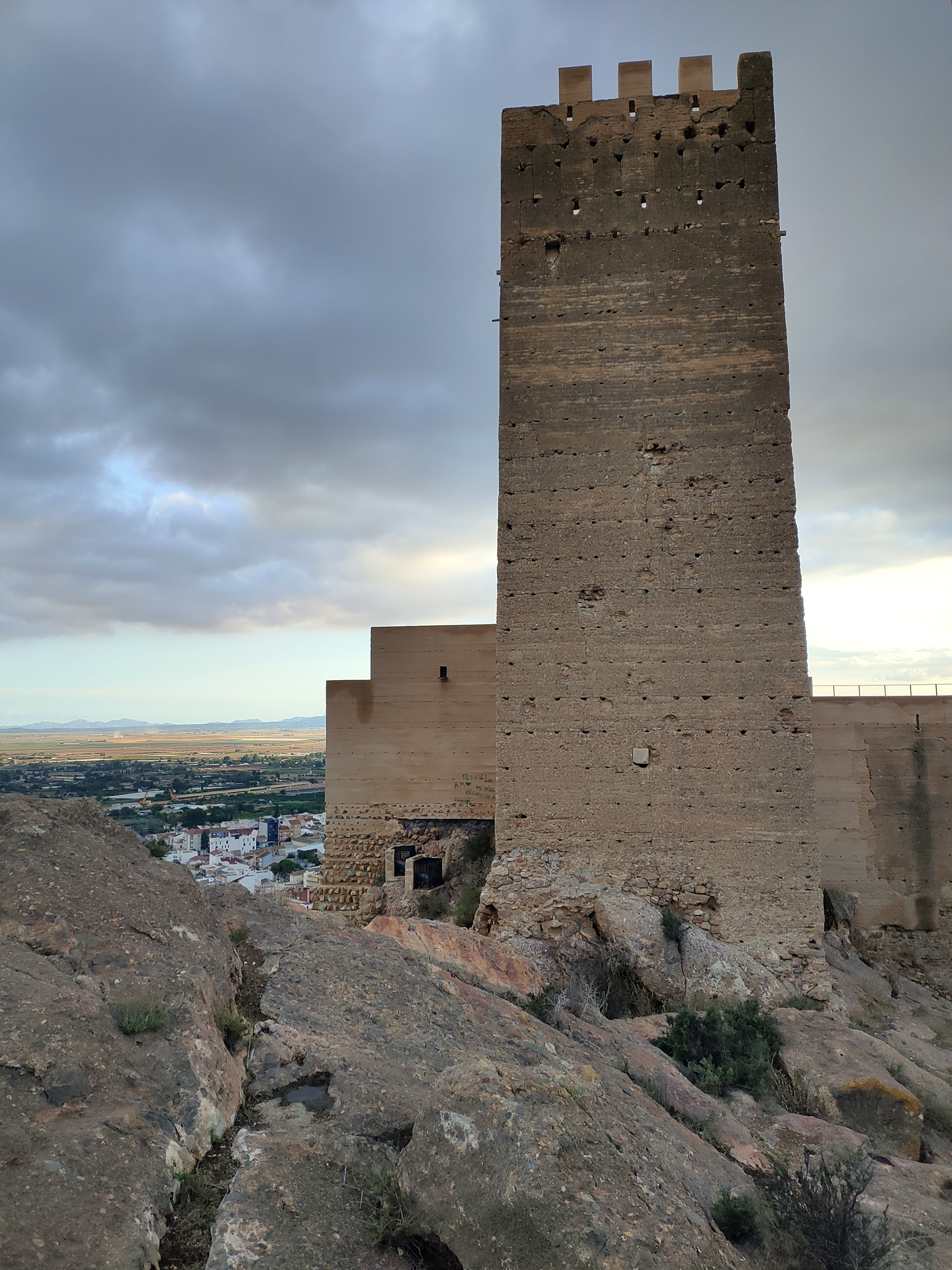
Fachada norte de la torre del homenaje del castillo de Alhama

La fortaleza se divide en dos espacios diferenciados: un espacio político y militar; y otro cultural, religioso y destinado a proteger a la población.
El recinto superior, ubicado al norte, tiene carácter militar, su función era defensiva. En época islámica no aparecía bien diferenciado, pero en el periodo cristiano esta zona se utilizará con fines exclusivamente militares. El espacio es pequeño, y durante su uso debió estar aterrazado para facilitar la circulación. 
En el punto más alto del castillo se encuentra la torre del homenaje, de planta rectangular, aunque ninguno de sus lados es paralelo. Su interior se dividía en tres plantas habitables, y sobre ellas se asentaba la terraza. En la primera planta, los muros interiores se decoraban con estucos y pinturas al fresco. La cubierta estaba formada por una gran bóveda ojival, sostenida por dos arcos apuntados, de los que sólo se conserva uno completo. La segunda planta conserva aún los muros desnudos, sin abertura hacia el exterior. Sobre esta planta debía de haber otra de la que no se conserva nada más que sus muros perimetrales. Por último estaría la terraza, con las típicas saeteras y almenas, características de cualquier fortaleza.
Cerca de la torre existía un depósito de agua, que cubría las necesidades de las tropas militares encargadas de la defensa. El aljibe tenía forma rectangular, y estaba impermeabilizado con mortero de cal que evitaba las pérdidas de agua.
El recinto inferior se encuentra al sur, y estaba destinado a refugiar a la población local, es de menor complejidad defensiva que el anterior. Se articula mediante una muralla, que se sitúa en la parte baja de la ladera, esta muralla se adapta a las curvas de nivel. La entrada al recinto tiene un carácter defensivo, se impide la entrada directa. En esta zona se encuentran las habitaciones que cumplían diversas funciones: viviendas, almacenes etc. En la parte oriental se encuentra la Balsa de la Reina, un depósito de agua con cubierta abovedada que cubría las necesidades de los que habitaban en esta zona. 
Ambos recintos se levantaron con varias técnicas constructivas, de diferentes épocas. Entre ellas destaca la mampostería trabajada con argamasa de cal, utilizada en los muros; el encofrado calicastrado, capas de tierra y mortero de cal mezcladas, que se utilizó para toda la parte superior; el encofrado de calicanto con piedras unidas con argamasa, que se usó para los muros del alzado; la sillería se usó en los arcos; y el encofrado de tierra se utilizó para construir la muralla.
En el último tercio del siglo XVI el castillo se convirtió en una fortaleza señorial del marqués de Los Vélez, entonces señor de Alhama. Hacia el siglo XVII, el castillo fue abandonado y algunas de sus partes fueron demolidas, sin embargo, se ha recuperado buena parte de su estructura, y en la actualidad se están llevando a cabo obras de restauración y consolidación, con el fin de ofrecer al público una visita didáctica e ilustrativa por todo el recinto.

### Museo Arqueológico Los Baños

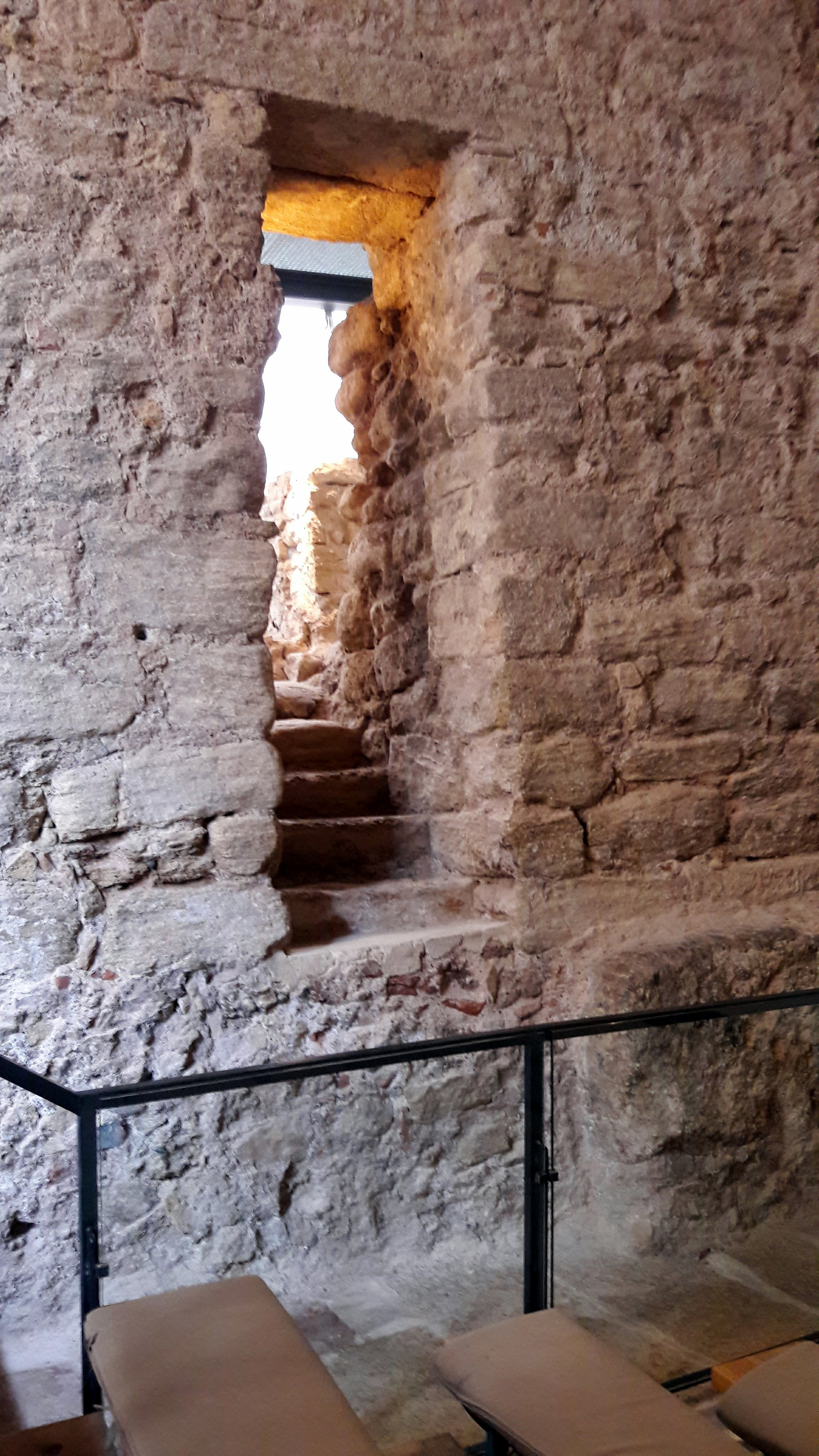
Restos arqueológicos de los Baños termales de Alhama

El Museo Arqueológico Los Baños, junto a la iglesia de San Lázaro, es un complejo creado para conservar y proteger los restos arqueológicos de los baños árabes y romanos, con más de 2000 años de historia. Su recuperación y puesta en valor ha supuesto una importante contribución al estudio del termalismo y a su arquitectura en los distintos periodos de la historia. 
En su interior se pueden apreciar los espacios temáticos de las distintas culturas, además, el recinto está dotado de un sistema audiovisual, a través del cual el visitante puede interpretar los restos arqueológicos que está viendo en cada sala, así como una reconstrucción de cómo era el complejo termal en sus diferentes épocas de esplendor. 
Su arquitectura constituye un ejemplo de conservación del patrimonio en un mismo complejo de salas romanas, la reutilización de las mismas en el período islámico y cristiano, hasta la construcción del nuevo balneario en el siglo XIX. Sus restos arqueológicos fueron declarados en el año 1983 Monumento Histórico-Artístico de carácter nacional (Bien de Interés Cultural).

### Iglesia de San Lázaro Obispo

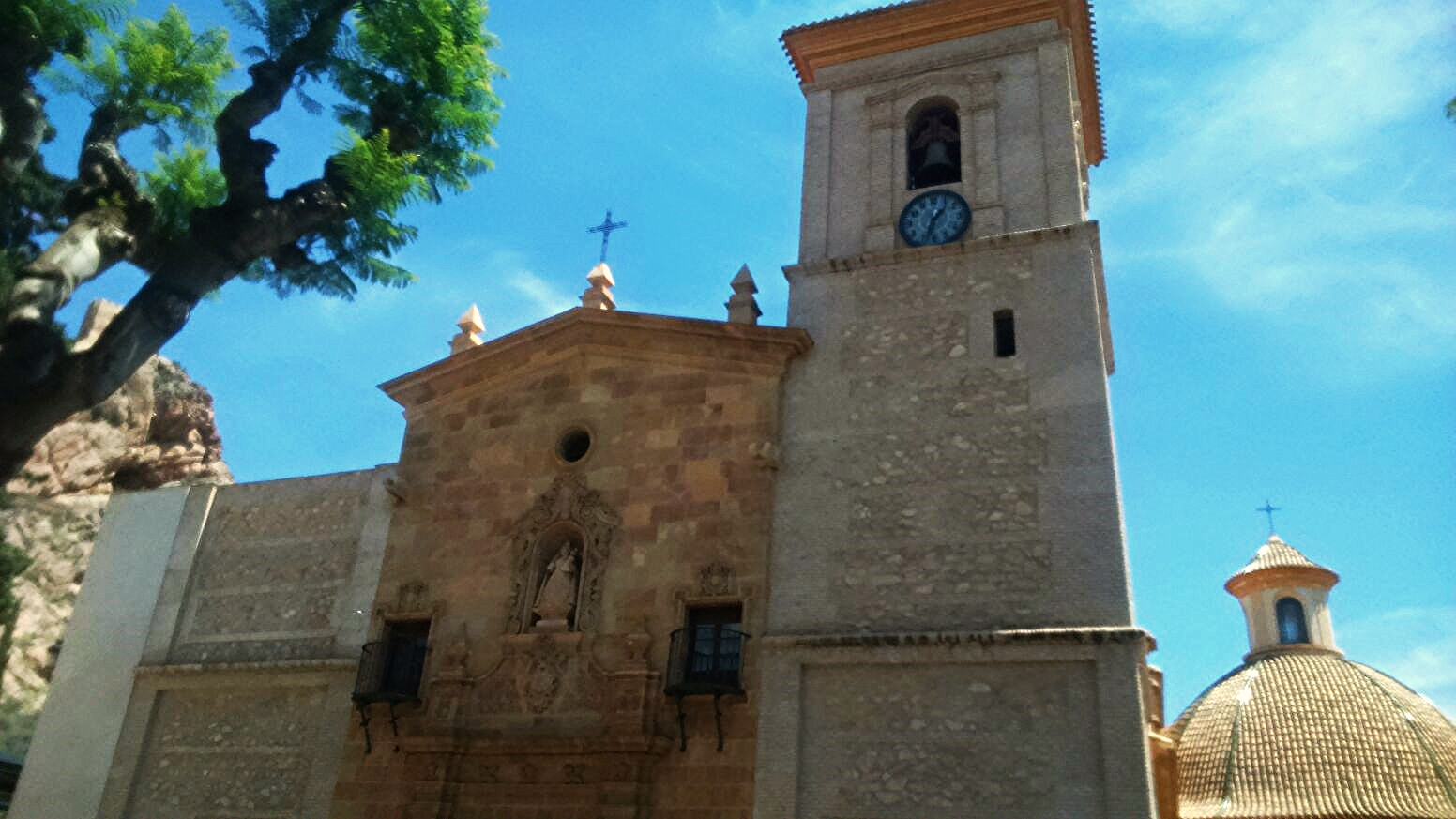
Iglesia de San Lázaro Obispo

La iglesia de San Lázaro Obispo (declarada Bien de Interés Cultural) se halla sobre la antigua iglesia medieval de Alhama, de la que tenemos noticias en el siglo XIV, ya bajo la advocación de San Lázaro y edificada posiblemente sobre la antigua mezquita.
El templo fue ampliado en el siglo XVI bajo el patronazgo del marqués de los Vélez y reedificado en la primera mitad del siglo XVIII con los planteamientos arquitectónicos del barroco, destacando su fachada de sillares dividida en dos cuerpos. Su interior consta de una sola nave cubierta con bóveda de cañón con lunetos y decoración de rocallas. Sobre el crucero, se alza una cúpula sobre pechinas. La impronta neoclásica se refleja en la capilla de la Comunión o del Rosario, la sacristía y el camarín de San Lázaro, obras realizadas en el tránsito de los siglos XVIII al XIX, bajo la dirección del arquitecto Lorenzo Alonso.
Entre las obras importantes de orfebrería y escultura se conserva la Custodia y el niño de la Bola del siglo XVIII, los patrones de la Villa, San Lázaro y la Virgen del Rosario junto a las imágenes titulares de las Cofradías y Hermandades de la Semana Santa de Alhama.

### Iglesia de la Concepción
La iglesia de la Concepción, del siglo XVIII, se encuentra ubicada entre las calles Acequia Espuña, Concepción y Rambla Don Diego. Posee además una gran plaza, donde el visitante puede contemplar toda su fachada, restaurada a finales del siglo XX.
Esta iglesia responde a la tipología barroca murciana de nave única, cubierta con bóveda de lunetos y capillas laterales que se comunican entre sí. Originariamente, en su fachada principal se situaba una hornacina con la imagen de la Inmaculada Concepción, patrona del santuario, elemento que se ha mantenido hasta hoy, a pesar de la reconstrucción de la ermita entre 1978 y 1994. En esta restauración, promovida por el párroco D. José Gómez Rizo, se levantó un campanario de nueva planta, y se ampliaron las entradas, sumando un total de tres portadas de acceso al templo.
Del patrimonio artístico de la parroquia destacan varias obras: Una talla de Jesús Nazareno, de escuela salzillesca; el cuadro de la Inmaculada del pintor cubano Manuel Wssel de Guimbarda, muy ligado durante toda su vida a la ciudad de Cartagena; asimismo hay que destacar también un Cristo del Refugio (1992), de los hermanos López Sevilla, naturales de Alhama.

### Centro cultural Plaza Vieja

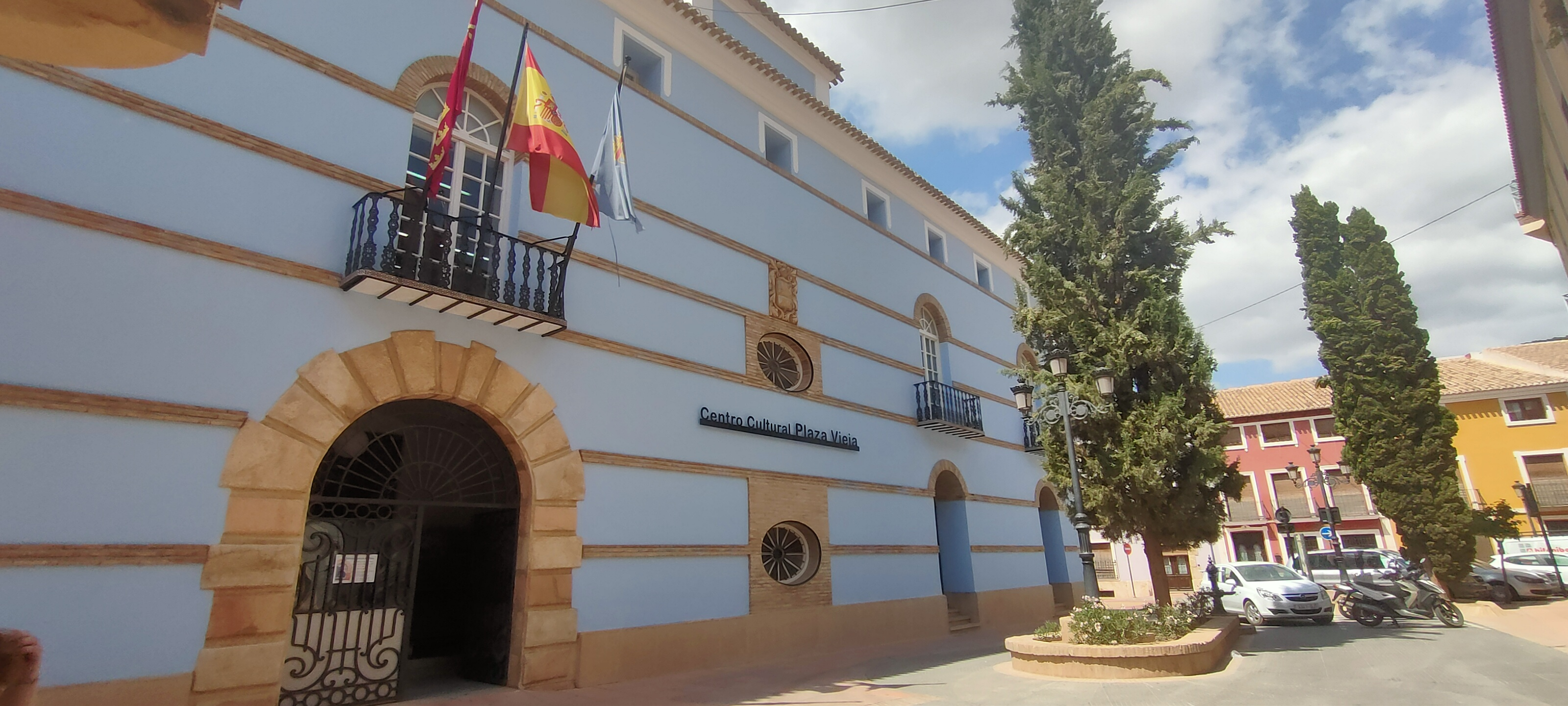
Centro cultural Plaza Vieja, en la plaza del mismo nombre

Casona del siglo XVIII que albergó el Ayuntamiento entre 1923 y 1986. Actualmente tiene su sede en ella la biblioteca municipal y la sala de exposiciones Plaza Vieja. Edificio de dos alturas más cámara, con puerta monumental de sillares, grandes vanos con balcón y rematado con alero. Destaca el escudo de la fachada declarado Bien de Interés Cultural, que procedente del antiguo Ayuntamiento situado enfrente, se trasladó a esta fachada.
El centro cultural está situado en la plaza vieja, antiguo centro económico y social de la Villa, al pie del cerro del Castillo, donde la impronta artística de los siglos XIX y XX aparece reflejada en sus imponentes casonas nobles con sus fachadas clásicas y coloridas, sumergiendo al visitante en un ambiente de paz y sosiego, al mismo tiempo que ofrece un interesante legado cultural.

### Pósito municipal
El Pósito municipal es una edificación del siglo XVII ubicada en la calle Fulgencio Cerón Cava, cuya función principal era regular el comercio de cereales, aunque también se destinaba a préstamos de fondos públicos. El edificio responde a una estructura sencilla, de planta rectangular, con dos plantas de altura. Los materiales que se utilizaron para su construcción son el ladrillo y la mampostería para enlucir los diferentes tramos.

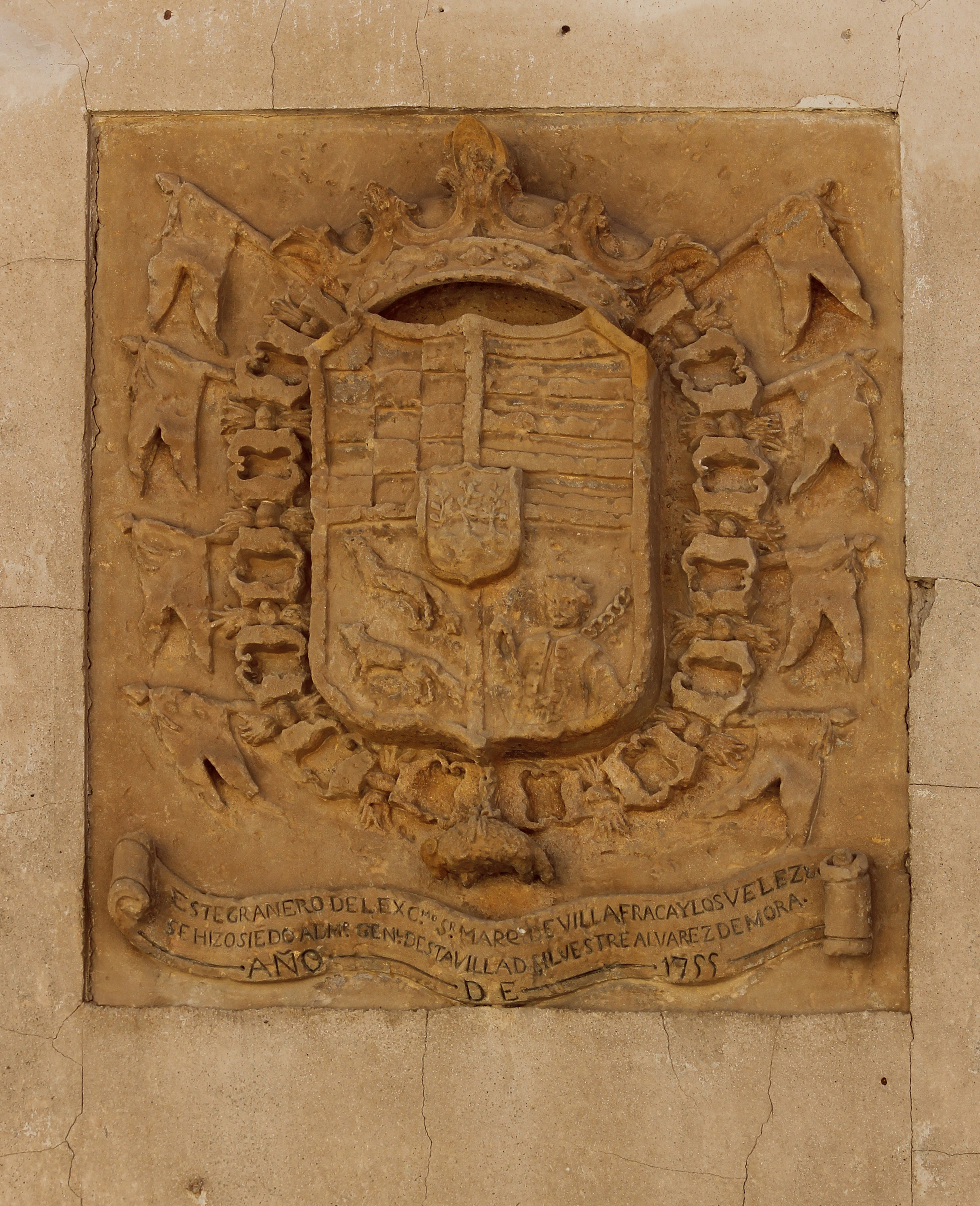
El escudo del Marquesado de Villafranca y los Vélez, grabado en piedra

La planta baja posee una estructura singular, al cubrir la sala con bóvedas de crucería, dividiendo el espacio en pequeñas zonas destinadas a acoger exposiciones. La planta superior, más luminosa, se articula a través de varios pilares, aunque la sensación final es la de un espacio unitario también reservado para albergar las diversas exposiciones temporales que se realizan en Alhama.

### Casa de la Tercia
La Casa de la Tercia es una casa-granero situada en la calle Larga, y construida en 1755 por orden del marqués de los Vélez para almacenar el tercio de la cosecha del cereal producido en esta localidad. 
Es un edificio que se caracteriza por su simplicidad. Consta de dos pisos de altura levantados con muros de ladrillo y mampostería. La planta es de forma cuadrada, y se estructura en torno a cuatro pilares que ocupan el espacio central, cubierto con nueve tramos de bóveda de crucería. La puerta, situada en el centro de la fachada, se enmarca con un dintel, y las ventanas que iluminan el edificio están enrejadas con rigurosa simetría. En su fachada destaca el escudo del Marquesado de Villafranca y los Vélez declarado Bien de Interés Cultural (BIC) y único elemento decorativo de la misma.

### Centro cultural V Centenario

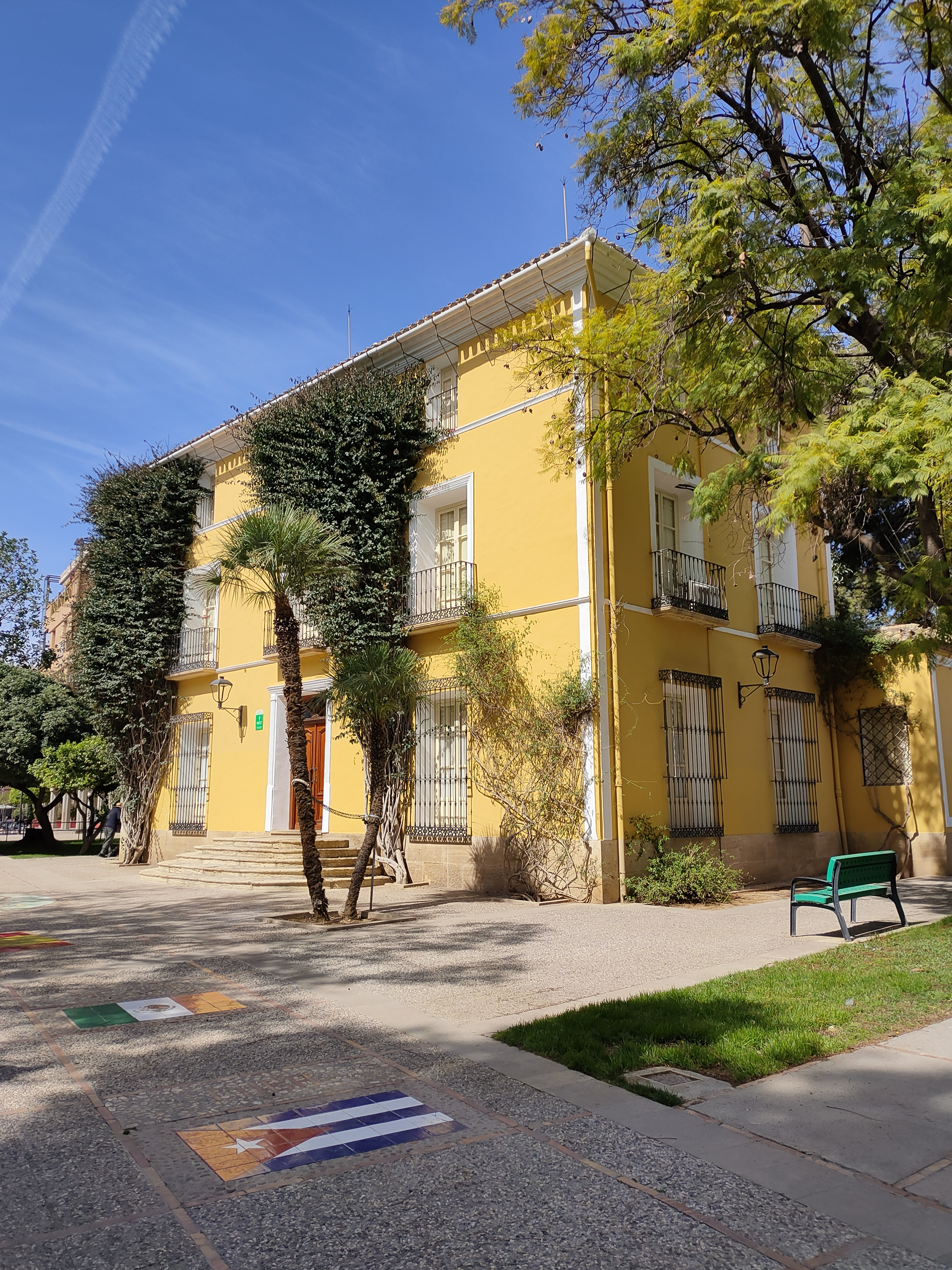
Casa Amarilla, actual centro cultural V Centenario

A principios del siglo XX se produce un auge en la economía alhameña, lo que provocó la construcción de nuevas casonas y sus huertos a las afueras de Alhama, salpicando ese paisaje de agricultura de regadío que aprovechaba desde hace siglos las aguas de Espuña y de los Baños, creando esa huerta en torno al casco antiguo que, hoy día, aparece integrada en el actual casco urbano.
La Casa de la familia Saavedra, construida a principios de siglo XX, popularmente conocida como Casa Amarilla, es un ejemplo de los elementos arquitectónicos que se van a añadir como nuevas residencias al paisaje alhameño integrada plenamente en la huerta de aquellos años. Se encuentra situada frente al jardín de los Mártires, jardín realizado a principio de los años cincuenta imitando los distintos tipos de columnas y capiteles del mundo clásico.

### Casa consistorial
Antigua casa de la familia Artero, construida a principios del siglo XX, siendo rehabilitada como casa consistorial en 1986. Se encuentra ubicada en la plaza de la Constitución, frente al parque municipal de La Cubana, antiguo huerto de Lorenzo Rubio y David Marín Baraza, un célebre alcalde del municipio, de principios del siglo XX. Actualmente representa la principal zona verde dedicada al ocio y esparcimiento.

### Jardín municipal de la Cubana
Fue la antigua finca y emblemático emplazamiento de la fábrica de calzado de Lorenzo Rubio Andreo. Hoy en día es el pulmón de la localidad, que junto a su flora hace al visitante un lugar obligatorio para su visita. Un gran número de especies vegetales y su pajarera hacen de este lugar una espectacular fusión de luminosidad, sonido.

### Mercado de abastos
Este edificio fue construido en 1928 por el arquitecto Pedro Cerdán. De líneas sencillas, el elemento ornamental básico de este mercado es su portada, entrada principal de esta arquitectura y que consiste en un arco de medio punto enmarcado con dos pilastras sencillas a ambos lados. Alrededor del patio interior se distribuyen todos sus puestos, quedando resguardados bajo los soportales. El mercado de abastos se encuentra emplazado en el centro neurálgico del casco urbano, junto al antiguo Círculo Instructivo del Obrero y frente al jardín de los Patos, que ha sido y es un lugar de encuentro y de mercado desde principios del siglo XX.

### Jardín de los Patos
A principios de los años cincuenta, el jardín de los Patos adquiría el aspecto de columnatas conocido hasta 1981, siendo éstas sustituidas junto a los elementos de madera por arcos metálicos, adquiriendo el aspecto actual. Desde sus comienzos se destinó a un lugar de charla y reunión, uso que actualmente también recibe, ofreciendo al visitante, junto a los cafés cercanos, un lugar idóneo para la paz, las vistas y el descanso.

### Calle Larga
Una de las calles con más solera del centro histórico, en ella se encuentra la antigua Casa de la Tercia, del siglo XVIII.

### Matadero municipal
Edificio emblemático de la industria de principios del siglo XX, constituyó un hito en la industria local desde su apertura en 1931, adquiriendo aparatos de gran avance tecnológico para abastecer la demanda. Hoy en día, restaurado por la escuela taller El Matadero, ha sido destinado para otro fin, la ubicación de la nueva escuela de música.

### Restos arqueológicos
En Alhama se han encontrado numerosos testimonios de antiguos asentamientos fuera del casco urbano:
- Yacimiento arqueológico de Las Paleras: situado en el cerro del castillo de Alhama, se trata de un asentamiento andalusí datado entre el siglo VIII y el siglo X.
- Poblado del Cabezo de la Fuente del Murtal: antiguo asentamiento de los siglos VII-VI a. C.. Mediante las excavaciones, se sabe que existió un poblado con una muralla. No se han encontrado restos arquitectónicos de viviendas, por lo que se deduce que las construcciones se usaban para guarecer al ganado. Los restos de materiales que han aparecido presentan semejanzas con herramientas fenicias.
- Torre de Inchola: localizada en el paraje conocido como El Barracón o Gañuelas (La Costera). Se trata de una torre de planta cuadrangular construida por el sistema de tapias o cajas de encofrado musulmán, con una altura conservada de 3,5 m. La torre cumpliría una función de atalaya para la comunicación visual de los castillos de Alhama y Librilla.
- Torre de Comarza: se trata de una torre cuadrangular, situada en la sierra de Carrascoy, construida a base de mampostería de piedras de tamaño mediano y pequeño unidas con mortero de yeso y arena. Su ubicación le permite un buen enlace visual con las torres de Inchola, del Lomo y del Castillo de Alhama.
- Torre del Lomo: es una torre de carácter defensivo de forma cuadrangular realizada con la técnica de la tabiya. Tendría como función principal el control de la vía natural del Valle del Guadalentín.

## Cultura

### Fiestas

#### Fiestas patronales
En octubre se celebran en Alhama la feria de ganado en honor a S. Francisco y Nuestra Señora la Virgen del Rosario, cuya festividad es el día 7. Durante las fiestas, que duran aproximadamente una semana, se realizan misas, verbenas, y actividades culturales como ciclos de teatro, festivales de bandas de música, muestras nacionales de folklore, y exposiciones diversas.
Las fiestas patronales de Alhama de Murcia son en diciembre, conmemorando a San Lázaro patrón de la villa y Ntra.Sra. de la Esperanza, Expectación o de la O, así como a San Roque, y Sta Ana. El patrón nunca se procesionó, misas de gozo, solo su reliquia a modo de exhorto de fortuna, salud y prosperidad, sobre todo por las grandes dimensiones de la imagen.
Desde 1895 se instaura la Feria de ganado, en octubre, lo q hoy se conoce como feria o fiestas, teniendo su nuevo nombre, un motivo de supuesto error en los programas de actividades en 1906, desde 1895 se llama feria de ganados, convirtiéndose el ral de la feria la Corredera y de exposición la Rambla, aprovechando las festividades de San Francisco, por el convento de la Concepción, y las del Rosario por la iglesia parroquial, procesionando la reliquia del santo y ofertando misas de gozo a la virgen, tómbolas de beneficencia, bailes y rifas con fines benéficos, así como la exención de pagar impuestos durante los siete días a los vecinos, instalando casetas o puestos de venta, con el fin como dicta la ordenanza en estos días de crisis, que la población pueda salir adelante... ante la guerra de cuba y posible hundimiento de la economía local.
En 1978 ante las nuevas corrientes democráticas se exige al alcalde las berbenas populares, con una multitudinaria manifestación en las rejas de la Cubana o parque municipal, teniendo como final la aceptación de las peticiones del pueblo, desde entonces se hace una berbena en la pista de la Cubana gratis.
1982, ante el resurgir de la democracia y los movimientos asociativos nace una peña en la localidad, la peña la Caña, de la que surgen los concursos de carrozas y el concurso de migas; si bien migas se hacen en todos los eventos, pero no concurso. Así como los juegos de moros y cristianos, conocidos como los juegos de la rambla, donde la peña solía instalar los mismos por la cercanía al malecón o paseo de la cruz o glorieta de los Mártires, donde instalaba su chambao para los concursos de las migas o los juegos.Con el fin de recabar tintes locales se adoptó un vestuario, típico, rescatando otra época de la feria de Octubre, la de los a los sesenta, con los carros engalanados del bando de la huerta local.

#### Los mayos
La Fiesta de Los Mayos, declarada de Interés Turístico Regional en 1990 y de Interés Turístico Nacional en 2018, es una tradición alhameña que se celebra el primer fin de semana de mayo. Esta fiesta pagana está asociada a ritos de fertilidad de la tierra, y en ella los habitantes de Alhama realizan muñecos de trapo, llamados Mayos, que sacan a las calles haciendo una crítica social. Los Corremayos son las personas que se disfrazan de bufones, con cascabeles y sombreros, para visitar los distintos mayos o, en el caso de los jóvenes, para salir por la noche en el desfile que acaba en un concierto de música folk. Además, también se realizan las Cruces de Mayo, auténticos retablos florales, que son la versión cristianizada del mayo pagano. El color de las flores y la alegría de las gentes, hacen que esta fiesta tan singular cada vez tenga más visitantes foráneos.
Las fiestas de primavera o los Mayos, se crean para dar otro ambiente festivo y político a la localidad, creando el concurso de mayos, jilicos o judas como se les llama en otras poblaciones, como Aledo o Jumilla...en el mismo año se hacen un montón de capillas, las llamadas cruces de mayo de Alhama; en realidad pequeños altares privados que se realizaban en la mejor habitación de la casa, utilizando los mejores ajuares, con el fin de ubicar la cruz, que permanecerá bañada sobre cuenco con agua, la cual destinaban quien así lo hacía a sanar males. Junto a los ajuares, incluían las macetas, las mariposas o velitas de agua y motivos colgados de las paredes, con el tiempo cada cual ha ido haciendo y modificando, muchas capillas se han convertido en cruces revestidas de flores o frutos, según el gusto no la tradición.
Los corremayos, nacen al principio de los ochenta, en la creencia del ayuntamiento de que las fiestas deberían ser una muestra de todos los barrios, eso no cuajo, la banda de música no repitió el segundo año, y se contó con la peña de la Caña. Con el fin de contribuir, la misma dejando claro su no pertenencia al ayuntamiento exigió, al igual que la banda de música, un pago..en este caso se pidió...un plato de arroz con conejo en un conocido restaurante, a todos los participantes del desfile y una charanga, conseguido el acuerdo se desfiló de parejas de carnaval. al año siguiente se pidió que el ayuntamiento convocara a todos los jóvenes con el fin de crear nuevas peñas, lo que se hizo en un conocido pub, llevando el acuerdo alcanzado en la asamblea de la peña como vestuario, un sayon de rombos, con 20 cascabeles, que pagaría el ayuntamiento a cada concursante; hoy en día se debería de exigir...recogiéndose la tela de rombos en la tienda de Fernando el de la Viuda...a modo de arlequín con rombos y cascabeles, copia de los tenantes de Ntra. Sra. de Gracia, como símbolos de la fortuna y buena suerte.

#### Semana Santa
Diez son los desfiles procesionales que durante la Semana Santa se celebran en Alhama de Murcia y en los que participan más de cincuenta pasos, pertenecientes a las cinco cofradías y hermandades que la conforman: Moraos (Archicofradía de Nuestro Padre Jesús Nazareno), Coloraos (Hermandad de la Santa Mujer Verónica), Azules (Hermandad de Santa María Magdalena), Blancos (Cofradía de San Juan Evangelista) y Negros (Hermandad de Nuestra Señora de los Dolores y de la Soledad).
La característica principal de estos Desfiles Procesionales es el arreglo floral de los tronos. Son miles y miles las flores que se emplean para decorar y adornar cada uno de los pasos de Semana Santa, teniendo este adorno su momento culminante en la procesión de Domingo de Resurrección, cuando todos y cada uno de ellos llevan la decoración de sus tronos a la máxima expresión mostrando así la alegría por la Resurrección de Jesucristo. 
Se trata de una costumbre que comenzó en los años veinte del pasado siglo, adornándose los tronos con flores artificiales, siendo completado ese adorno con flor natural. Al reanudarse las procesiones, después del paréntesis que supuso la Guerra Civil, la flor natural sustituyó y ocultó otras carencias que tenían los tronos de las cofradías, llegando esa costumbre hasta estos años, en los que imágenes de famosos escultores en tronos de gran valor artístico y arreglados con miles de flores, hacen que cada uno de los desfiles procesionales, sea un auténtico regalo para todos los sentidos. Desde 1995, la Semana Santa alhameña está Declarada de Interés Turístico Regional.
La Procesión de Domingo de Resurrección en la que participan todas las cofradías y hermandades de la localidad suscita gran interés entre aficionados de la Semana Santa siendo un día en el que llegan al municipio numerosos grupos de vecinos de otras localidades. Esta procesión se caracteriza por el gran exorno floral que lucen cada una de las imágenes que procesionan ese día y por los tradicionales bailes de los tronos que se realizan durante todo el recorrido procesional. 
También destaca el encuentro en el que se realiza una bonita tradición cuando la Virgen de los Dolores se encuentra con el Cristo Resucitado ya que a esta se le cae el manto de luto y se dejan ver las grandes ropas que su Hermandad le prepara con mucho cariño.

#### Otras fiestas
El 2 de febrero se celebra la festividad de la Candelaria. Para conmemorar la purificación de la Virgen María y la presentación de Jesús en el Templo se realiza una romería al Collado en la que los vecinos acompañan a la Virgen a su ermita edificada en 1981.
Además en Alhama se realizan ciclos de teatro, festivales de música y danza, conferencias, talleres culturales y exposiciones artísticas de todo tipo. En las diversas salas de exposiciones se recogen muestras de fotografía o pintura.